# Jinačovice
Jinačovice (v horském nářečí Hinačuvice, německy Inatschowitz) jsou obec v okrese Brno-venkov v Jihomoravském kraji. Leží 5 km severozápadním směrem od městské části Brno-Kníničky. Rozkládají se v Bobravské vrchovině v nadmořské výšce 303 m, podél silnice vedoucí z Brna do Kuřimi, na okraji přírodního parku Baba. Žije zde 807 obyvatel.

## Název
Vesnice se zpočátku jmenovala Ninačovice, její jméno bylo původně pojmenováním obyvatel vsi Ninačovici odvozené od osobního jména Ninač (což byla domácká podoba některého ze jmen začínajících na Nino-, např. Ninoslav, Ninomysl, Ninohněv, v nichž význam první složky není jasný) a znamenající "Ninačovi lidé". Podoba Ninačovice je doložena jen v nejstarším písemném dokladu z roku 1358, v mladších dokladech je vždy Jinačovice (psáno často s Gi-), které vzniklo rozrůzněním souhlásek (n - n > j - n).

## Historie a pamětihodnosti
První písemné zmínky o obci pocházejí z roku 1358 (Nynaczowiczie), tehdy měla 11 stavení. Ve středu návsi se nachází dominanta obce z roku 1854, kaple svaté Maří Magdalény, postavená zde namísto staré sešlé dřevěné kapličky. Celkově byla opravena v roce 1997. Ke svátku Maří Magdalény 22. července se každý rok konají krojované mladé hody.
Hrabětem Řehořem Ypsilantim, manželem majitelky veverského panství, byla v roce 1856 zavedena tradice „Zeleného stolu“. Tradice se vyznačovala tím, že při honu obědval a odpočíval se svou družinou v lese u rozcestí cest do Moravských Knínic a do Jinačovic. Tradice trvala až do roku 1881 a v současné době je místo udržováno. Roku 1866 byl postaven kamenný kříž, u něhož se odbývalo symbolické poslední rozloučení zesnulých občanů s obcí při jejich poslední cestě na kuřimský hřbitov. Kříž se nacházel na tehdejším konci vesnice při cestě ke Kuřimi (v dnešní době se nachází před školní budovou). Další památkou je kamenný kříž při polní cestě „Na Skalkách“, který nechala postavit roku 1886 občanka Josefa Pláteníková na svůj náklad za 240 zlatých. Tento kříž tam stojí dodnes. Na památku tragédie, kdy byl 13. ledna 1903 zastřelen hajný Richard Kučírek, byl téhož roku postaven pomník mezi obcí Jinačovice a Řečkovicemi. Pomník se nachází v lese na místě zvaném „Pod Borkami“. Hajný, který bydlel v hájovně v dnešní České, byl zastřelen pytláky, bratry Kocourkovými z Řečkovic.

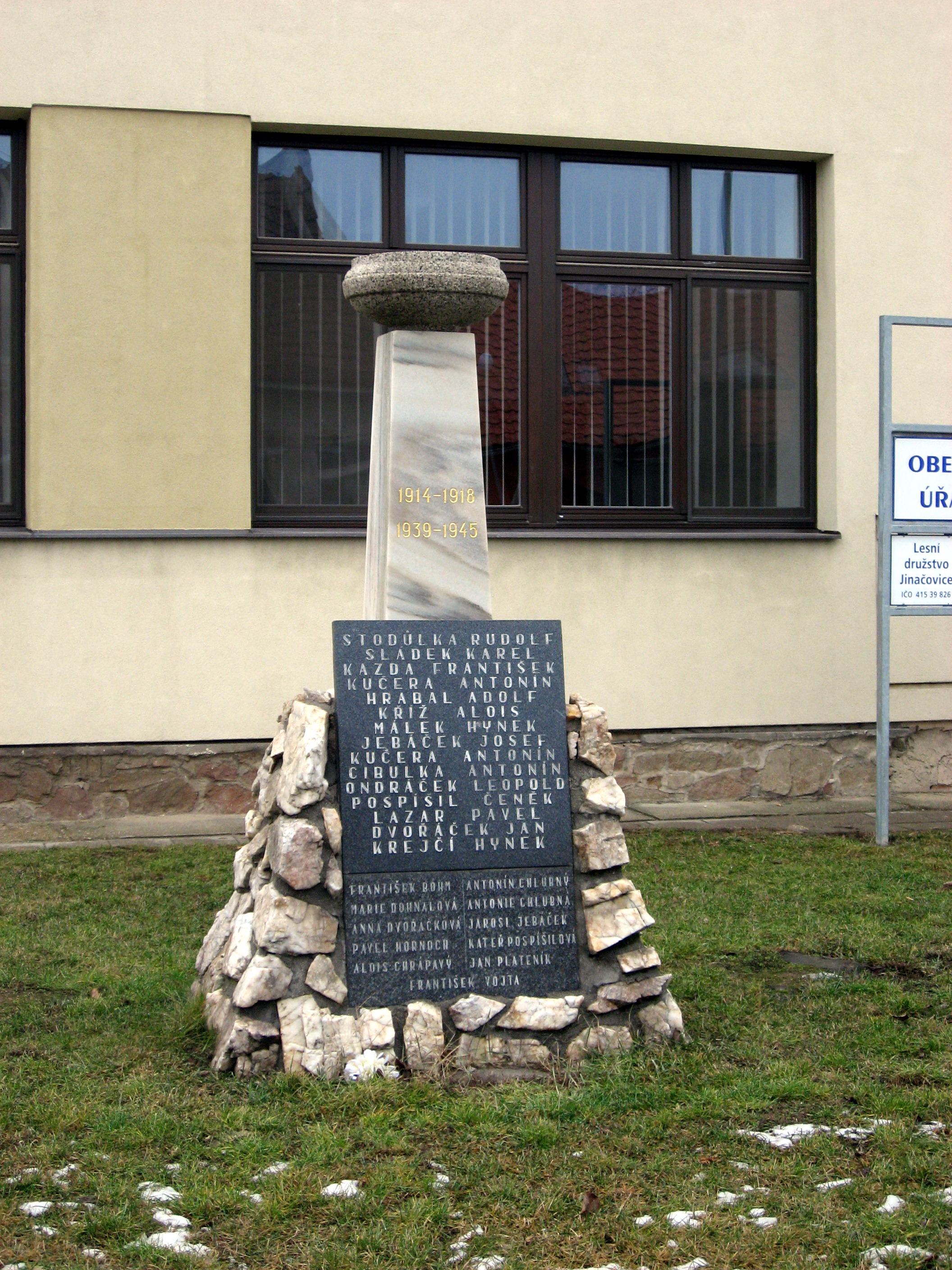
Památní deska s oběťmi druhé světové války

Za přispění TJ Sokol a Sboru dobrovolných hasičů na výstavbu pomníku byl 30. července 1922 poprvé odhalen nový pomník na paměť obětem první světové války. Později byl rozšířen i o oběti druhé světové války. Avšak při taneční zábavě v hostinci „Jednota“ roku 1958 někteří návštěvníci pomník pobořili. Tento pomník byl původně umístěn u boku obecní budovy, po tomto incidentu musel být však odstraněn. Následující rok byl proto postaven před školní budovou nový pomník na paměť občanům Jinačovic, kteří padli během obou světových válek. Na černé mramorové desce jsou vyryta jména: Antonín Cibulka, Jan Dvořáček, Adolf Hrabal, Antonín Jebáček, František Kazda, Hynek Krejčí, Alois Kříž, Antonín Kučera, Antonín Kučera, Pavel Lazar, Hynek Málek, Leopold Ondráček, Čeněk Pospíšil, Karel Sládek a Rudolf Stodůlka. Jsou to jména občanů, kteří položili své životy jako vojáci rakouské armády na bojištích první světové války. Na desce z bílého mramoru jsou též uvedena jména občanů, kteří zahynuli během druhé světové války: obchodník Pavel Hornoch, který umřel v koncentračním táboře a mladík Jaroslav Jebáček, který umřel jako letec v Anglii. Dále jsou zde uvedena jména občanů, kteří zahynuli v Jinačovicích během válečných událostí na konci války: František Böhm, Marie Dohnalová, Anička Dvořáčková, manželé Antonín a Antonie Chlubní, Alois Chrápavý, Jan Pláteník, Kateřina Pospíšilová a František Vojta.

## Obyvatelstvo
Na počátku 17. století měla obec 24 domů, po třicetileté válce byly 4 z nich pusté. V roce 1790 měla obec 40 domů a 240 obyvatel, roku 1834 48 domů a 280 obyvatel.
| Rok            | 1869 | 1880 | 1890 | 1900 | 1910 | 1921 | 1930 | 1950 | 1961 | 1970 | 1980 | 1991 | 2001 | 2011 | 2021 |
| -------------- | ---- | ---- | ---- | ---- | ---- | ---- | ---- | ---- | ---- | ---- | ---- | ---- | ---- | ---- | ---- |
| Počet obyvatel | 322  | 370  | 391  | 436  | 491  | 531  | 654  | 591  | 634  | 585  | 535  | 495  | 522  | 609  | 783  |
| Počet domů     | 55   | 65   | 70   | 79   | 81   | 86   | 119  | 143  | 151  | 148  | 152  | 181  | 194  | 227  | 273  |

Vývoj počtu obyvatel

## Doprava
Obec Jinačovice byla v roce 2004 začleněna do Integrovaného dopravního systému Jihomoravského kraje (IDS JMK). Během dne jezdí přes Jinačovice regionální autobusová linka 302, která je provozována v trase Brno-Bystrc – Kuřim (některé spoje končí přímo v Jinačovicích). V nepracovních dnech je obec obsluhována nočními spoji linky 302 do Brna-Kníniček, kde je možnost přestupu na městskou noční autobusovou linku N89.

## Služby
Budova obecního úřadu se nachází na náměstí Jinačovic (čp. 83). V téže budově se nalézá i místní pobočka České pošty nebo Mateřská škola Jinačovice, která přijímá především děti z obce a okolí. Funguje zde Obecní knihovna Jinačovice, která má jak vlastní výtisky, tak provozuje i výměnný fond s Městskou knihovnou v Kuřimi. Dále v obci působí TJ Sokol, který má svůj vlastní fotbalový tým a současně se podílí na většině sportovních i kulturních akcích v obci.
Do blízkého přírodního parku Baba s nejvyššími vrcholy Velká Baba a Sychrov vedou turistické značené cesty, po kterých turista může dojít například do Kuřimi, České nebo Řečkovic.

## Akce

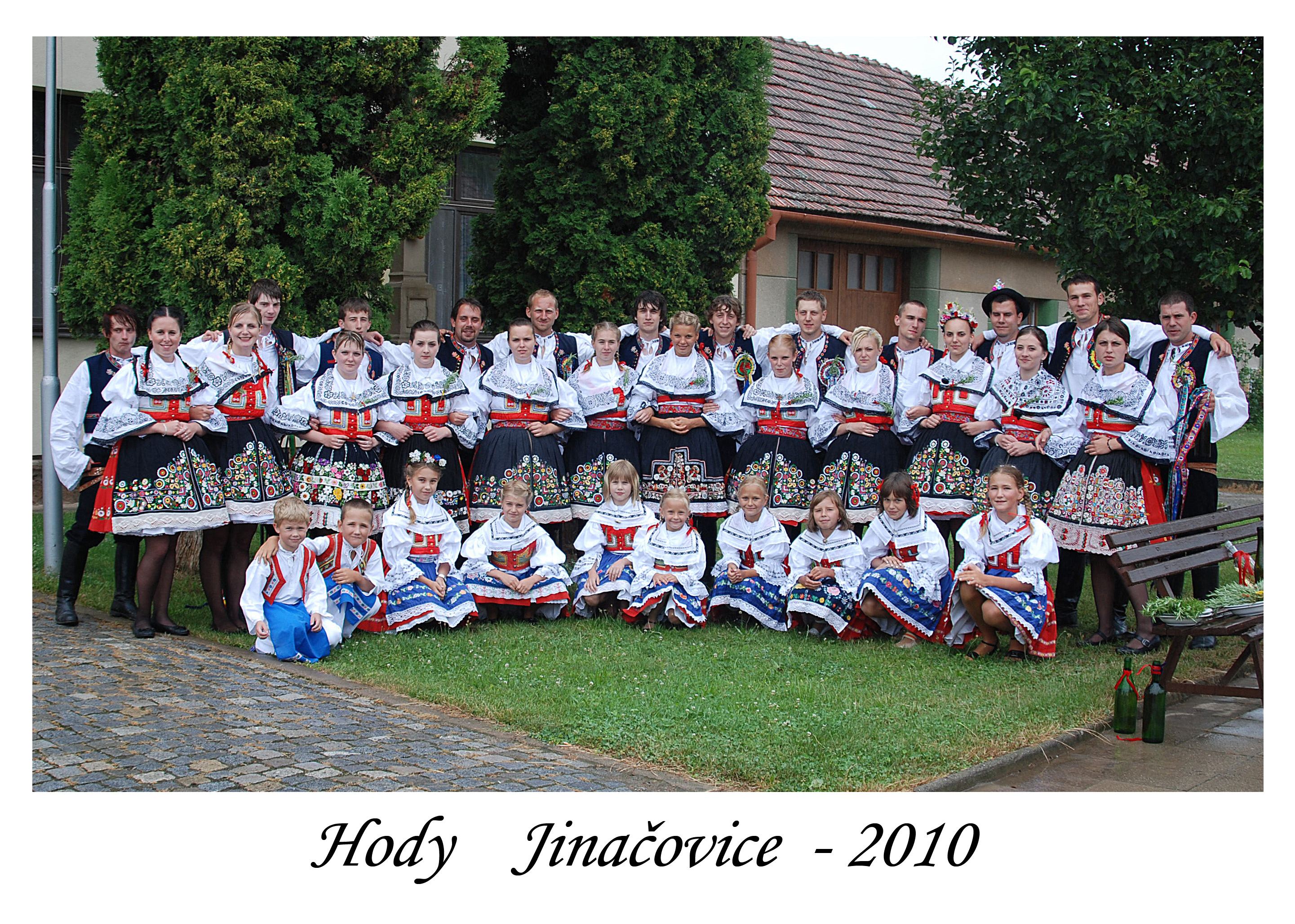
Hody v roce 2010

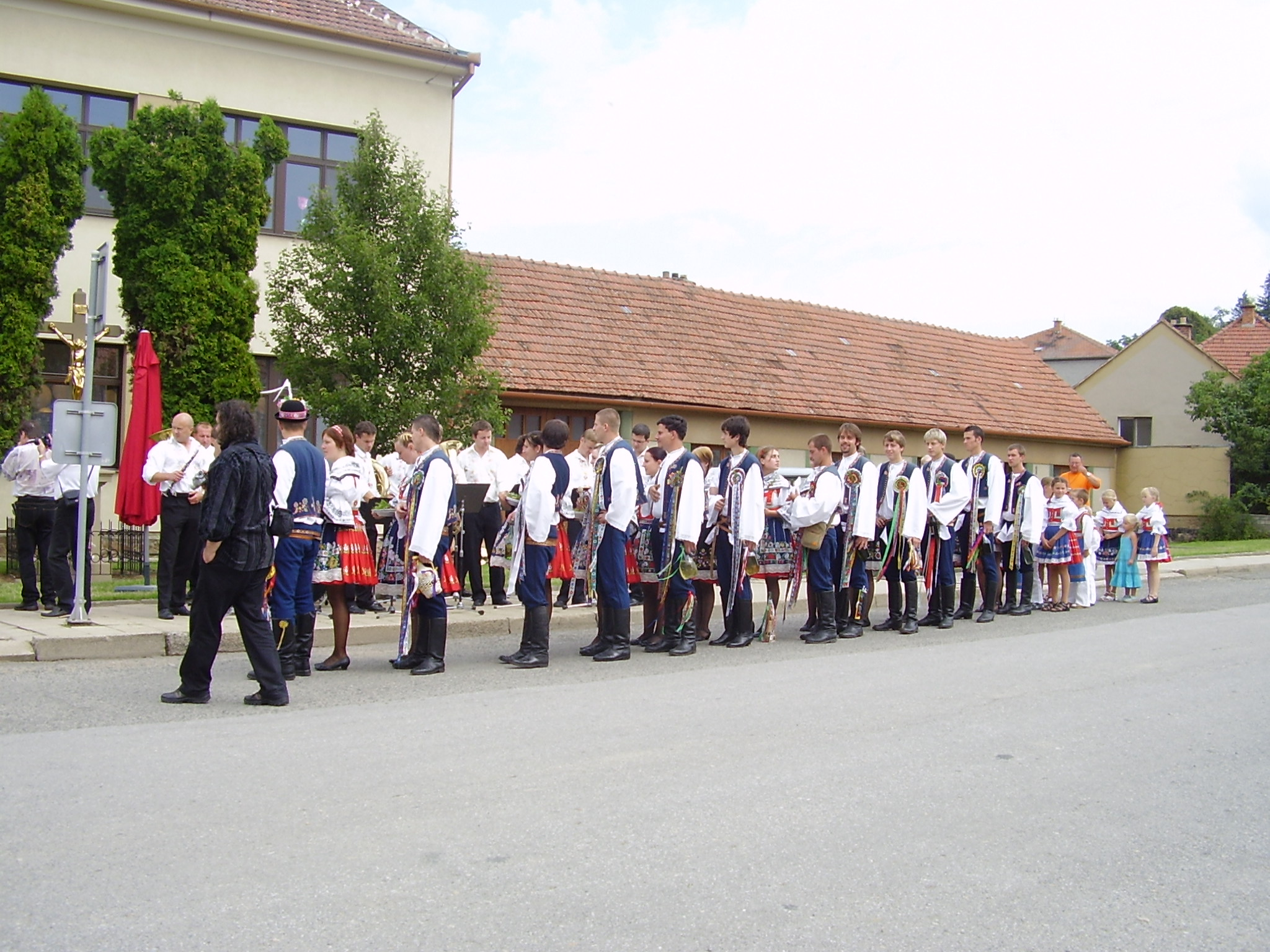
Krojovaný průvod v obci

### Mladé hody a Den obce
Mezi největší kulturní akce Jinačovic patří Mladé hody. Slaví se 3. sobotu v červenci, při příležitosti svátku Máří Magdaleny, jíž je zasvěcená místní kaplička. Hody začínají okolo poledne, kde hlavní „stárek“ (vedoucí skupiny mladých krojovaných lidí) dostává od starosty či starostky tzv. hodové právo. Následuje zatančení české a moravské besedy před Obecním úřadem a následný krojovaný průvod vesnicí, kde bývají postupně zváni všichni občané Jinačovic na „večerní zábavu“, která se koná na místním hřišti, které patří TJ Sokol.
Následující den je potom Dnem obce, který začíná ranní mší před místní kapličkou. V posledních letech byla zavedena tradice „večerní zábavy“ i na Den obce, která taktéž probíhá na místním hřišti.

### Plesy a jiné kulturní akce
V měsíci lednu a únoru bývají v místním sále v restauraci U Střížů (která se v červnu 2021 po 91 letech navrátila do vlastnictví obce) plesy. Je zavedena tradice obecního plesu a sokolského plesu, které nemívají pevně stanovené datum. Koncem prázdnin bývá kácení máje a při té příležitosti zábava s kapelou na místním hřišti. Začátkem školního roku bývá v posledních letech slaven i „Den piva“, při němž probíhaly různé kuriózní soutěže o pivní ceny a bývá zde možnost ochutnávky různých druhů piv. Na Tři krále bývá tříkrálová sbírka, organizovaná obecním úřadem, kde chodí děti i se svými rodiči vybírat peníze na charitu.

### Sportovní akce
Sportovní akce v Jinačovicích má v režii TJ Sokol. Jedná se o různé fotbalové turnaje, dětské dny, pochody a další sportovní vyžití pro různé věkové kategorie. Zajímavostí je Jinačovická pětadvacítka, což je pochod z Jinačovic do Veverské Bítýšky, při němž si účastník může vybrat ze dvou až tří okruhů, které se navzájem liší svojí délkou.
Od roku 1967 do roku 2006 byla na návsi v obci otáčka atletického závodu Brněnská pětadvacítka, silničního běhu na 25 km.

### Vyvěšování moravské vlajky
Samospráva obce se v roce 2017 připojila k vyvěšování moravské vlajky 5. července.